# Équipe de Belgique de football en 2002
Maillots
Chronologie
Saison précédente Saison suivante
L'équipe de Belgique de football participe en 2002 à sa onzième phase finale de Coupe du monde, la sixième consécutive, dont cette édition se tient en Corée du Sud et au Japon du 31 mai au 30 juin et entame en outre les éliminatoires du Championnat d'Europe 2004.

## Objectifs
Au vu du tirage relativement clément, même si, aux côtés de la Tunisie et de la Russie, la Belgique hérite avec le Japon de l'un des deux pays organisateurs pour la quatrième fois de son histoire (après 1954, 1970 et 1986), l'objectif des Diables Rouges est d'accéder au second tour, la phase à élimination directe de la Coupe du monde. Le deuxième objectif est de bien commencer les éliminatoires de l'Euro 2004 afin de s'assurer de la qualification au tournoi final.

## Résumé de la saison
Après la déception de l'Euro, les Diables Rouges commencent les qualifications pour la Coupe du monde 2002. Lors de la troisième rencontre de ces éliminatoires, la Belgique signe sa seconde victoire la plus large (10-1) contre Saint-Marin
. Le match suivant, en Écosse, est un tournant dans ces qualifications. Menés (2-0) à la mi-temps et réduits à dix, les Belges arrachent l'égalisation (2-2) dans les arrêts de jeu grâce au jeune défenseur Daniel Van Buyten. Suivent ensuite trois victoires consécutives qui placent l'équipe belge en tête de son groupe avant le dernier match, un déplacement en Croatie. Les Belges tiennent le nul (0-0) jusqu'à un quart d'heure du terme, mais un but d'Alen Bokšić qualifie les Croates (0-1) et envoie la Belgique vers les barrages. Elle y est opposée à la Tchéquie. À dix contre onze, les Diables Rouges remportent le match aller à Bruxelles (1-0). Au retour, ils résistent au pressing des coéquipiers de Pavel Nedvěd et assurent finalement leur qualification (0-1) grâce à un pénalty transformé en toute fin de match par le capitaine Marc Wilmots.
La Belgique commence le tournoi par un match nul encourageant contre le Japon (2-2), un des deux pays organisateurs de la compétition, suivi d'un autre plus inquiétant contre la Tunisie (1-1). Elle remporte néanmoins le match décisif contre la Russie (3-2) et se qualifie pour les huitièmes de finale. Opposée au Brésil, favori de la compétition et futur vainqueur, la Belgique fait jeu égal avec son adversaire. Marc Wilmots pense inscrire le premier but du match mais celui-ci est injustement annulé par l'arbitre. Les Belges s'inclinent en fin de match (2-0) et sont éliminés,,. Wilmots est cité par la FIFA dans l'équipe-type du tournoi.

## Bilan de l'année
Le bilan de l'équipe belge est mitigé car, après avoir soufflé le chaud et le froid tant lors des rencontres de préparation que lors du tournoi en lui-même, elle a atteint l'objectif fixé pour la Coupe du monde en accédant aux huitièmes de finale mais n'a pas pu vaincre l'obstacle brésilien, laissant s'envoler la possibilité d'égaler, voire de faire mieux que, la génération 1986.
D'autre part, après trois matchs disputés dans le cadre des éliminatoires du Championnat d'Europe, si les Diables Rouges ont rempli leur contrat à l'extérieur face aux deux « petites » équipe de son groupe qualificatif, ce fut toutefois par le plus petit écart (0-1 et 0-1) et sans réellement convaincre mais, surtout, ils ont perdu à domicile (0-2) face à un concurrent direct, la Bulgarie, ce qui pourrait compromettre leurs chances de qualification alors que seul le vainqueur de groupe est qualifié et que le deuxième doit passer par des barrages. Au classement mondial de la FIFA, la Belgique renforce sa place dans le top 20 en finissant l'année en progressant de la 20e à la 17e position.

### Coupe du monde 2002

#### Phase de groupes (Groupe H)
| Classement final |          |     |   |   |   |   |    |    |      |
|                  | Équipe   | Pts | J | G | N | P | BP | BC | Diff |
| 1                | Japon    | 7   | 3 | 2 | 1 | 0 | 5  | 2  | +3   |
| 2                | Belgique | 5   | 3 | 1 | 2 | 0 | 6  | 5  | +1   |
| 3                | Russie   | 3   | 3 | 1 | 0 | 2 | 4  | 4  | 0    |
| 4                | Tunisie  | 1   | 3 | 0 | 1 | 2 | 1  | 5  | -4   |

| 4 juin  | Japon    | 2 | 2 | Belgique |
| 5 juin  | Russie   | 2 | 0 | Tunisie  |
| 9 juin  | Japon    | 1 | 0 | Russie   |
| 10 juin | Belgique | 1 | 1 | Tunisie  |
| 14 juin | Japon    | 2 | 0 | Tunisie  |
| 14 juin | Belgique | 3 | 2 | Russie   |

#### Phase à élimination directe
|  | Huitièmes de finale              | Huitièmes de finale              |              |                             | Quarts de finale              | Quarts de finale              |      |  | Demi-finales                  | Demi-finales                  |  |  | Finale                         | Finale                         |
|  | Huitièmes de finale              | Huitièmes de finale              |              |                             | Quarts de finale              | Quarts de finale              |      |  | Demi-finales                  | Demi-finales                  |  |  | Finale                         | Finale                         |
|  |                                  |                                  |              |                             |                               |                               |      |  |                               |                               |  |  |                                |                                |
|  | 15 juin 15h30 - Seogwipo (Corée) | 15 juin 15h30 - Seogwipo (Corée) |              |                             | 21 juin 20h30 - Ulsan (Corée) | 21 juin 20h30 - Ulsan (Corée) |      |  | 25 juin 20h30 - Séoul (Corée) | 25 juin 20h30 - Séoul (Corée) |  |  | 30 juin 20h - Yokohama (Japon) | 30 juin 20h - Yokohama (Japon) |
|  | 15 juin 15h30 - Seogwipo (Corée) | 15 juin 15h30 - Seogwipo (Corée) |              |                             | 21 juin 20h30 - Ulsan (Corée) | 21 juin 20h30 - Ulsan (Corée) |      |  | 25 juin 20h30 - Séoul (Corée) | 25 juin 20h30 - Séoul (Corée) |  |  | 30 juin 20h - Yokohama (Japon) | 30 juin 20h - Yokohama (Japon) |
|  | Allemagne                        | 1                                |              |                             | 21 juin 20h30 - Ulsan (Corée) | 21 juin 20h30 - Ulsan (Corée) |      |  | 25 juin 20h30 - Séoul (Corée) | 25 juin 20h30 - Séoul (Corée) |  |  | 30 juin 20h - Yokohama (Japon) | 30 juin 20h - Yokohama (Japon) |
|  | Allemagne                        | 1                                |              |                             | 21 juin 20h30 - Ulsan (Corée) | 21 juin 20h30 - Ulsan (Corée) |      |  | 25 juin 20h30 - Séoul (Corée) | 25 juin 20h30 - Séoul (Corée) |  |  | 30 juin 20h - Yokohama (Japon) | 30 juin 20h - Yokohama (Japon) |
|  | Paraguay                         | 0                                |              |                             | 21 juin 20h30 - Ulsan (Corée) | 21 juin 20h30 - Ulsan (Corée) |      |  | 25 juin 20h30 - Séoul (Corée) | 25 juin 20h30 - Séoul (Corée) |  |  | 30 juin 20h - Yokohama (Japon) | 30 juin 20h - Yokohama (Japon) |
|  | Paraguay                         | 0                                | Allemagne    | 1                           |                               |                               |      |  | 25 juin 20h30 - Séoul (Corée) | 25 juin 20h30 - Séoul (Corée) |  |  | 30 juin 20h - Yokohama (Japon) | 30 juin 20h - Yokohama (Japon) |
|  | 17 juin 15h30 - Jeonju (Corée)   |                                  | Allemagne    | 1                           |                               |                               |      |  | 25 juin 20h30 - Séoul (Corée) | 25 juin 20h30 - Séoul (Corée) |  |  | 30 juin 20h - Yokohama (Japon) | 30 juin 20h - Yokohama (Japon) |
|  |                                  | États-Unis                       | 0            |                             |                               |                               |      |  | 25 juin 20h30 - Séoul (Corée) | 25 juin 20h30 - Séoul (Corée) |  |  | 30 juin 20h - Yokohama (Japon) | 30 juin 20h - Yokohama (Japon) |
|  | Mexique                          | États-Unis                       | 0            | 0                           |                               |                               |      |  | 25 juin 20h30 - Séoul (Corée) | 25 juin 20h30 - Séoul (Corée) |  |  | 30 juin 20h - Yokohama (Japon) | 30 juin 20h - Yokohama (Japon) |
|  | Mexique                          | 22 juin 15h30 - Gwangju (Corée)  |              | 0                           |                               |                               |      |  | 25 juin 20h30 - Séoul (Corée) | 25 juin 20h30 - Séoul (Corée) |  |  | 30 juin 20h - Yokohama (Japon) | 30 juin 20h - Yokohama (Japon) |
|  | États-Unis                       | 2                                |              |                             |                               |                               |      |  | 25 juin 20h30 - Séoul (Corée) | 25 juin 20h30 - Séoul (Corée) |  |  | 30 juin 20h - Yokohama (Japon) | 30 juin 20h - Yokohama (Japon) |
|  | États-Unis                       | 2                                | Allemagne    | 1                           |                               |                               |      |  |                               |                               |  |  | 30 juin 20h - Yokohama (Japon) | 30 juin 20h - Yokohama (Japon) |
|  | 16 juin 20h30 - Suwon (Corée)    |                                  | Allemagne    | 1                           |                               |                               |      |  |                               |                               |  |  | 30 juin 20h - Yokohama (Japon) | 30 juin 20h - Yokohama (Japon) |
|  |                                  | Corée du Sud                     | 0            |                             |                               |                               |      |  |                               |                               |  |  | 30 juin 20h - Yokohama (Japon) | 30 juin 20h - Yokohama (Japon) |
|  | Espagne                          | Corée du Sud                     | 0            | 1ap (3)                     |                               |                               |      |  |                               |                               |  |  | 30 juin 20h - Yokohama (Japon) | 30 juin 20h - Yokohama (Japon) |
|  | Espagne                          | 26 juin 20h30 - Saitama (Japon)  |              | 1ap (3)                     |                               |                               |      |  |                               |                               |  |  | 30 juin 20h - Yokohama (Japon) | 30 juin 20h - Yokohama (Japon) |
|  | République d'Irlande             | 1 tab(2)                         |              |                             |                               |                               |      |  |                               |                               |  |  | 30 juin 20h - Yokohama (Japon) | 30 juin 20h - Yokohama (Japon) |
|  | République d'Irlande             | 1 tab(2)                         | Espagne      | 0ap (3)                     |                               |                               |      |  |                               |                               |  |  | 30 juin 20h - Yokohama (Japon) | 30 juin 20h - Yokohama (Japon) |
|  | 18 juin 20h30 - Daejeon (Corée)  |                                  | Espagne      | 0ap (3)                     |                               |                               |      |  |                               |                               |  |  | 30 juin 20h - Yokohama (Japon) | 30 juin 20h - Yokohama (Japon) |
|  |                                  | Corée du Sud                     | 0 tab(5)     |                             |                               |                               |      |  |                               |                               |  |  | 30 juin 20h - Yokohama (Japon) | 30 juin 20h - Yokohama (Japon) |
|  | Corée du Sud                     | Corée du Sud                     | 0 tab(5)     | 2 ap                        |                               |                               |      |  |                               |                               |  |  | 30 juin 20h - Yokohama (Japon) | 30 juin 20h - Yokohama (Japon) |
|  | Corée du Sud                     | 21 juin 15h30 - Shizuoka (Japon) |              | 2 ap                        |                               |                               |      |  |                               |                               |  |  | 30 juin 20h - Yokohama (Japon) | 30 juin 20h - Yokohama (Japon) |
|  | Italie                           | 1                                |              |                             |                               |                               |      |  |                               |                               |  |  | 30 juin 20h - Yokohama (Japon) | 30 juin 20h - Yokohama (Japon) |
|  | Italie                           | 1                                | Allemagne    | 0                           |                               |                               |      |  |                               |                               |  |  |                                |                                |
|  | 15 juin 20h30 - Niigata (Japon)  |                                  | Allemagne    | 0                           |                               |                               |      |  |                               |                               |  |  |                                |                                |
|  |                                  | Brésil                           | 2            |                             |                               |                               |      |  |                               |                               |  |  |                                |                                |
|  | Danemark                         | Brésil                           | 2            | 0                           |                               |                               |      |  |                               |                               |  |  |                                |                                |
|  | Danemark                         |                                  |              | 0                           |                               |                               |      |  |                               |                               |  |  |                                |                                |
|  | Angleterre                       | 3                                |              |                             |                               |                               |      |  |                               |                               |  |  |                                |                                |
|  | Angleterre                       | 3                                | Angleterre   | 1                           |                               |                               |      |  |                               |                               |  |  |                                |                                |
|  | 17 juin 20h30 - Kobe (Japon)     |                                  | Angleterre   | 1                           |                               |                               |      |  |                               |                               |  |  |                                |                                |
|  |                                  | Brésil                           | 2            |                             |                               |                               |      |  |                               |                               |  |  |                                |                                |
|  | Brésil                           | Brésil                           | 2            | 2                           |                               |                               |      |  |                               |                               |  |  |                                |                                |
|  | Brésil                           | 22 juin 20h30 - Osaka (Japon)    |              | 2                           |                               |                               |      |  |                               |                               |  |  |                                |                                |
|  | Belgique                         | 0                                |              |                             |                               |                               |      |  |                               |                               |  |  |                                |                                |
|  | Belgique                         | 0                                | Brésil       | 1                           |                               |                               |      |  |                               |                               |  |  |                                |                                |
|  | 16 juin 15h30 - Oita (Japon)     |                                  | Brésil       | 1                           |                               |                               |      |  |                               |                               |  |  |                                |                                |
|  |                                  | Turquie                          | 0            |                             |                               |                               |      |  |                               |                               |  |  |                                |                                |
|  | Suède                            | Turquie                          | 0            | 1                           |                               |                               |      |  |                               |                               |  |  |                                |                                |
|  | Suède                            |                                  |              | 1                           |                               |                               |      |  |                               |                               |  |  |                                |                                |
|  | Sénégal                          | 2 ap                             |              | Match pour la 3e place      | Match pour la 3e place        |                               |      |  |                               |                               |  |  |                                |                                |
|  | Sénégal                          | 2 ap                             | Sénégal      | Match pour la 3e place      | Match pour la 3e place        | 0                             |      |  |                               |                               |  |  |                                |                                |
|  | 18 juin 15h30 - Miyagi (Japon)   | 18 juin 15h30 - Miyagi (Japon)   | Sénégal      | 29 juin 20h - Daegu (Corée) | 29 juin 20h - Daegu (Corée)   | 0                             |      |  |                               |                               |  |  |                                |                                |
|  | 18 juin 15h30 - Miyagi (Japon)   | 18 juin 15h30 - Miyagi (Japon)   |              | 29 juin 20h - Daegu (Corée) | 29 juin 20h - Daegu (Corée)   | Turquie                       | 1 ap |  |                               |                               |  |  |                                |                                |
|  | Japon                            | 0                                | Corée du Sud | 2                           |                               | Turquie                       | 1 ap |  |                               |                               |  |  |                                |                                |
|  | Japon                            | 0                                | Corée du Sud | 2                           |                               |                               |      |  |                               |                               |  |  |                                |                                |
|  | Turquie                          | 1                                |              | Turquie                     | 3                             |                               |      |  |                               |                               |  |  |                                |                                |
|  | Turquie                          | 1                                |              | Turquie                     | 3                             |                               |      |  |                               |                               |  |  |                                |                                |

 = but en or

### Classement mondial FIFA
| Classement | Équipe               | Score total (déc. 2002) | Points précédents (déc. 2001) | Évolution | Position        |
| ---------- | -------------------- | ----------------------- | ----------------------------- | --------- | --------------- |
| 15         | Tchéquie             | 687                     | 689                           | -2        | en diminution   |
| 16         | Cameroun             | 685                     | 609                           | +76       | en augmentation |
| 17         | Belgique             | 682                     | 666                           | +16       | en augmentation |
| 18         | Paraguay             | 679                     | 691                           | -12       | en diminution   |
| 19         | Serbie-et-Monténégro | 678                     | 710                           | -32       | en diminution   |

Source : FIFA.

## Les matchs
| Match amical                                                     | Belgique   | 1 - 0   | Norvège | Stade Roi Baudouin Laeken, Belgique                |                                                    |
| 13 février 2002 · 20:15 heure locale · Historique des rencontres | Tanghe 84e | (0 – 0) |         | Spectateurs : 26 000 Arbitrage : Paulo Paraty (pt) | Spectateurs : 26 000 Arbitrage : Paulo Paraty (pt) |
| 13 février 2002 · 20:15 heure locale · Historique des rencontres | Rapport    |         |         | Spectateurs : 26 000 Arbitrage : Paulo Paraty (pt) | Spectateurs : 26 000 Arbitrage : Paulo Paraty (pt) |

| Match amical                                                  | Grèce                                | 3 - 2   | Belgique             | Stade Kóstas-Davourlís Patras, Grèce             |                                                  |
| 27 mars 2002 · 21:15 heure locale · Historique des rencontres | Tsiártas 60e (pen.) · Vrýzas 80e 87e | (0 – 1) | Goor 29e · Sonck 54e | Spectateurs : 9 400 Arbitrage : Costas Kapitanis | Spectateurs : 9 400 Arbitrage : Costas Kapitanis |
| 27 mars 2002 · 21:15 heure locale · Historique des rencontres | Rapport                              |         |                      | Spectateurs : 9 400 Arbitrage : Costas Kapitanis | Spectateurs : 9 400 Arbitrage : Costas Kapitanis |

| Match amical                                                   | Belgique | 1 - 1   | Slovaquie   | Stade Roi Baudouin Laeken, Belgique         |                                             |
| 17 avril 2002 · 20:15 heure locale · Historique des rencontres | Goor 55e | (0 – 0) | Janočko 83e | Spectateurs : 18 000 Arbitrage : Bruno Coué | Spectateurs : 18 000 Arbitrage : Bruno Coué |
| 17 avril 2002 · 20:15 heure locale · Historique des rencontres | Rapport  |         |             | Spectateurs : 18 000 Arbitrage : Bruno Coué | Spectateurs : 18 000 Arbitrage : Bruno Coué |

Note : Première rencontre officielle entre les deux nations.
| Match amical                                                 | Belgique | 0 - 0   | Algérie | Stade Roi Baudouin Laeken, Belgique                |                                                    |
| 14 mai 2002 · 20:15 heure locale · Historique des rencontres |          | (0 – 0) |         | Spectateurs : 14 000 Arbitrage : René Rogalla (de) | Spectateurs : 14 000 Arbitrage : René Rogalla (de) |
| 14 mai 2002 · 20:15 heure locale · Historique des rencontres | Rapport  |         |         | Spectateurs : 14 000 Arbitrage : René Rogalla (de) | Spectateurs : 14 000 Arbitrage : René Rogalla (de) |

Note : Première rencontre officielle entre les deux nations.
| Match amical                                                 | France           | 1 - 2   | Belgique                     | Stade de France Saint-Denis, France              |                                                  |
| 18 mai 2002 · 20:45 heure locale · Historique des rencontres | Simons 40e (csc) | (0 – 0) | De Boeck 20e · Wilmots 90+1e | Spectateurs : 79 056 Arbitrage : Valentin Ivanov | Spectateurs : 79 056 Arbitrage : Valentin Ivanov |
| 18 mai 2002 · 20:45 heure locale · Historique des rencontres | Rapport          |         |                              | Spectateurs : 79 056 Arbitrage : Valentin Ivanov | Spectateurs : 79 056 Arbitrage : Valentin Ivanov |

| Match amical                                                 | Belgique | 1 - 0   | Costa Rica | Kumamoto Athletics Stadium Kumamoto, Japon               |                                                          |
| 26 mai 2002 · 14:00 heure locale · Historique des rencontres | Goor 23e | (1 – 0) |            | Spectateurs : 20 769 Arbitrage : Kazuhiko Matsumura (ja) | Spectateurs : 20 769 Arbitrage : Kazuhiko Matsumura (ja) |
| 26 mai 2002 · 14:00 heure locale · Historique des rencontres | Rapport  |         |            | Spectateurs : 20 769 Arbitrage : Kazuhiko Matsumura (ja) | Spectateurs : 20 769 Arbitrage : Kazuhiko Matsumura (ja) |

Note : Première rencontre officielle entre les deux nations.
| Coupe du monde 2002 Premier tour - Groupe H                  | Japon                    | 2 - 2   | Belgique                         | Stade Saitama 2002 Saitama, Japon               |                                                 |
| 4 juin 2002 · 18:00 heure locale · Historique des rencontres | Suzuki 59e · Inamoto 67e | (0 – 0) | Wilmots 57e · Van der Heyden 75e | Spectateurs : 55 256 Arbitrage : William Mattus | Spectateurs : 55 256 Arbitrage : William Mattus |
| 4 juin 2002 · 18:00 heure locale · Historique des rencontres | Rapport                  |         |                                  | Spectateurs : 55 256 Arbitrage : William Mattus | Spectateurs : 55 256 Arbitrage : William Mattus |

| Coupe du monde 2002 Premier tour - Groupe H                   | Tunisie       | 1 - 1   | Belgique    | Stade d'Oita Ōita, Japon                     |                                              |
| 10 juin 2002 · 18:00 heure locale · Historique des rencontres | Bouzaiene 17e | (1 – 1) | Wilmots 13e | Spectateurs : 39 700 Arbitrage : Mark Shield | Spectateurs : 39 700 Arbitrage : Mark Shield |
| 10 juin 2002 · 18:00 heure locale · Historique des rencontres | Rapport       |         |             | Spectateurs : 39 700 Arbitrage : Mark Shield | Spectateurs : 39 700 Arbitrage : Mark Shield |

| Coupe du monde 2002 Premier tour - Groupe H                   | Belgique                           | 3 - 2   | Russie                         | Stade Ecopa de Shizuoka Fukuroi, Japon              |                                                     |
| 14 juin 2002 · 15:30 heure locale · Historique des rencontres | Walem 7e · Sonck 78e · Wilmots 82e | (1 – 0) | Bestchastnykh 52e · Sychev 88e | Spectateurs : 46 640 Arbitrage : Kim Milton Nielsen | Spectateurs : 46 640 Arbitrage : Kim Milton Nielsen |
| 14 juin 2002 · 15:30 heure locale · Historique des rencontres | Rapport                            |         |                                | Spectateurs : 46 640 Arbitrage : Kim Milton Nielsen | Spectateurs : 46 640 Arbitrage : Kim Milton Nielsen |

| Coupe du monde 2002 Huitièmes de finale                       | Brésil                    | 2 - 0   | Belgique | Stade du parc Misaki Kobe, Japon                   |                                                    |
| 17 juin 2002 · 20:30 heure locale · Historique des rencontres | Rivaldo 67e · Ronaldo 87e | (0 – 0) |          | Spectateurs : 46 640 Arbitrage : Peter Prendergast | Spectateurs : 46 640 Arbitrage : Peter Prendergast |
| 17 juin 2002 · 20:30 heure locale · Historique des rencontres | Rapport                   |         |          | Spectateurs : 46 640 Arbitrage : Peter Prendergast | Spectateurs : 46 640 Arbitrage : Peter Prendergast |

| Match amical                                                  | Pologne     | 1 - 1   | Belgique  | Stade municipal Szczecin, Pologne                       |                                                         |
| 21 août 2002 · 20:00 heure locale · Historique des rencontres | Żurawski 4e | (1 – 1) | Sonck 41e | Spectateurs : 19 000 Arbitrage : Martin Ingvarsson (en) | Spectateurs : 19 000 Arbitrage : Martin Ingvarsson (en) |
| 21 août 2002 · 20:00 heure locale · Historique des rencontres | Rapport     |         |           | Spectateurs : 19 000 Arbitrage : Martin Ingvarsson (en) | Spectateurs : 19 000 Arbitrage : Martin Ingvarsson (en) |

| Championnat d'Europe 2004 Éliminatoires - Groupe 8                | Belgique | 0 - 2   | Bulgarie                     | Stade Roi Baudouin Laeken, Belgique          |                                              |
| 7 septembre 2002 · 20:00 heure locale · Historique des rencontres |          | (0 – 1) | Janković 16e · S. Petrov 63e | Spectateurs : 25 000 Arbitrage : Terje Hauge | Spectateurs : 25 000 Arbitrage : Terje Hauge |
| 7 septembre 2002 · 20:00 heure locale · Historique des rencontres | Rapport  |         |                              | Spectateurs : 25 000 Arbitrage : Terje Hauge | Spectateurs : 25 000 Arbitrage : Terje Hauge |

| Championnat d'Europe 2004 Éliminatoires - Groupe 8               | Andorre | 0 - 1   | Belgique  | Estadi Comunal Andorre-la-Vieille, Andorre          |                                                     |
| 12 octobre 2002 · 20:00 heure locale · Historique des rencontres |         | (0 – 0) | Sonck 61e | Spectateurs : 700 Arbitrage : Karen Nalbandyan (hu) | Spectateurs : 700 Arbitrage : Karen Nalbandyan (hu) |
| 12 octobre 2002 · 20:00 heure locale · Historique des rencontres | Rapport |         |           | Spectateurs : 700 Arbitrage : Karen Nalbandyan (hu) | Spectateurs : 700 Arbitrage : Karen Nalbandyan (hu) |

Note : Première rencontre officielle entre les deux nations.
| Championnat d'Europe 2004 Éliminatoires - Groupe 8               | Estonie | 0 - 1   | Belgique | A. Le Coq Arena Tallinn, Estonie           |                                            |
| 16 octobre 2002 · 21:30 heure locale · Historique des rencontres |         | (0 – 1) | Sonck 2e | Spectateurs : 3 900 Arbitrage : Mike Riley | Spectateurs : 3 900 Arbitrage : Mike Riley |
| 16 octobre 2002 · 21:30 heure locale · Historique des rencontres | Rapport |         |          | Spectateurs : 3 900 Arbitrage : Mike Riley | Spectateurs : 3 900 Arbitrage : Mike Riley |

Note : Première rencontre officielle entre les deux nations.

## Les joueurs
| Joueurs                 | Joueurs                  | Amical | Amical | Amical | Amical  | Amical  | Amical  | CM 2002 | CM 2002 | CM 2002 | CM 2002 | Amical | QCE 2004 | QCE 2004 | QCE 2004 |
| ----------------------- | ------------------------ | ------ | ------ | ------ | ------- | ------- | ------- | ------- | ------- | ------- | ------- | ------ | -------- | -------- | -------- |
| Gardiens de but         |                          |        |        |        |         |         |         |         |         |         |         |        |          |          |          |
| Geert De Vlieger        | Willem II Tilburg        | 90     | 46e    |        | 90      | 90      | 90      | 90      | 90      | 90      | 90      | 68e    | 90       | 90       | 90       |
| Frédéric Herpoel        | KAA La Gantoise          | r      | 46e    | 90     |         | r       | r       | r       | r       | r       | r       | 68e    | r        | r        | r        |
| Francky Vandendriessche | Excelsior Mouscron       |        |        | r      | r       |         | r       | r       | r       | r       | r       |        |          |          |          |
| Défenseurs              |                          |        |        |        |         |         |         |         |         |         |         |        |          |          |          |
| Éric Deflandre          | Olympique lyonnais       | 90     | 75e    | 90     | 46e     | 63e     | 46e     | r       | 90      | r       | r       |        |          |          |          |
| Daniel Van Buyten       | Olympique de Marseille   | 90     | 90     | r      | 46e     | 90      | 73e     | 90      | 90 40e  | 90      | 90      | 46e    | 90       | r        | r        |
| Éric Van Meir           | Standard de Liège        | 46e    | 46e    |        | 46e     | r       | 43e     | 90 82e  | r       | 90+2e   | r       |        |          |          |          |
| Nico Van Kerckhoven     | Schalke 04               | 84e    | 90     | 90     |         | 90      | 90      | r       | r       | 90      | 90      |        |          |          |          |
| Philippe Clement        | Club Bruges KV           | 46e    | 46e    | 90     |         |         |         |         |         |         |         |        |          |          |          |
| Jacky Peeters           | KAA La Gantoise          | 84e    | 75e    |        | 46e     | 63e 14e | 46e     | 90      | r       | 90      | 72e     | 68e    | r        |          |          |
| Glen De Boeck           | RSC Anderlecht           |        |        | 90     | 90      | 90      | 43e     | r       | 90      | 90+2e   | r       | 46e    | r        |          |          |
| Peter Van der Heyden    | Club Bruges KV           |        |        | r      | 90 35e  | r       | r       | 90 21e  | 90      | r       | r       | 60e    | 64e      | r        | r        |
| Stijn Vreven            | FC Utrecht               |        |        |        |         |         |         |         |         |         |         | 68e    | 90 e     |          |          |
| Didier Dheedene         | FK Austria Vienne        |        |        |        |         |         |         |         |         |         |         | 60e    | r        | 90 90+2e | 90       |
| Joos Valgaeren          | Celtic Glasgow           |        |        |        |         |         |         |         |         |         |         | 74e    |          | 90       | 90       |
| Olivier De Cock         | Club Bruges KV           |        |        |        |         |         |         |         |         |         |         |        |          | 90       | 90       |
| Milieux                 |                          |        |        |        |         |         |         |         |         |         |         |        |          |          |          |
| Gert Verheyen           | Club Bruges KV           | 90     | 58e    | 80e    |         | 90      | 66e     | 83e 62e | 46e     | 78e     | 90      |        |          |          |          |
| Timmy Simons            | Club Bruges KV           | 72e    | 46e    | 90 22e | 46e     | 75e     | 90      | 90      | 74e     | 78e     | 90      | 74e    | 90       | 90       | 90       |
| Walter Baseggio         | RSC Anderlecht           | 90     | 46e    |        |         |         |         |         |         |         |         | 81e    | 90       | 81e      | 90       |
| Danny Boffin            | K Saint-Trond VV         | 46e    | 58e    | r      | 59e     | 46e     | 84e     | r       | r       | r       | r       |        |          |          |          |
| Stefaan Tanghe          | FC Utrecht               | 46e    | 46e    |        |         |         |         |         |         |         |         |        |          |          |          |
| Sven Vermant            | Schalke 04               | 78e    |        | 46e    | 46e     |         | 57e     | r       | 46e     | r       | r       |        |          |          |          |
| Yves Vanderhaeghe       | RSC Anderlecht           | 72e    |        | 80e    | 46e     | 75e     | 73e 79e | 90      | 90      | 90 39e  | 90 24e  | 90     | 90 11e   | 90       | 90       |
| Bart Goor               | Hertha Berlin            | 46e    | 90 66e | 90     | 59e     | 46e     | 90      | 90      | 90      | 90      | 90      | 81e    | 90       | 90       | 90       |
| Johan Walem             | Standard de Liège        |        | 46e    |        | 46e 20e | 80e     | 84e     | 68e     | r       | 90      | 90      |        |          |          |          |
| Gaëtan Englebert        | Club Bruges KV           |        |        |        | 46e     | 80e     | r       | r       | r       | r       | r       | 90     | 53e      |          | r        |
| Bernd Thijs             | KRC Genk                 |        |        |        | 89e     | r       | 89e     | r       | r       | r       | r       |        | 70e      | 81e      | r        |
| Jonathan Blondel        | Tottenham Hotspur        |        |        |        |         |         |         |         |         |         |         | 81e    |          |          |          |
| Koen Daerden            | KRC Genk                 |        |        |        |         |         |         |         |         |         |         | 81e    |          | r        |          |
| Thomas Buffel           | Feyenoord Rotterdam      |        |        |        |         |         |         |         |         |         |         |        |          | 90       | 89e      |
| Tom Soetaers            | Roda JC Kerkrade         |        |        |        |         |         |         |         |         |         |         |        |          | 90+1e    | r        |
| Attaquants              |                          |        |        |        |         |         |         |         |         |         |         |        |          |          |          |
| Marc Wilmots            | Schalke 04               | 46e    | r      | 46e    | 46e     | 90      | 89e     | 90      | 90      | 90      | 90      |        |          |          |          |
| Wesley Sonck            | KRC Genk                 | 78e    | 90     | 90     | 46e     | 46e     | r       | 68e     | 46e     | 70e     | 72e     | 90     | 90       | 90+1e    | 90       |
| Mbo Mpenza              | Excelsior Mouscron       |        | 90     | 46e    | 90      | 46e     | 57e     | r       | 74e     | 70e     | 90      |        | 53e      |          |          |
| Branko Strupar          | Derby County             |        |        | 46e    | 46e 89e |         | 66e     | 83e     | 46e     | r       | r       |        |          |          |          |
| Émile Mpenza            | Schalke 04               |        |        |        |         |         |         |         |         |         |         | 74e    | 70e      |          |          |
| Peter Van Houdt         | Borussia Mönchengladbach |        |        |        |         |         |         |         |         |         |         | 74e    |          | 90       | 90       |
| Bob Peeters             | Vitesse Arnhem           |        |        |        |         |         |         |         |         |         |         |        | 64e      | r        |          |
| Joris Van Hout          | Borussia Mönchengladbach |        |        |        |         |         |         |         |         |         |         |        |          |          | 89e ,    |

Un « r » indique un joueur qui était parmi les remplaçants mais qui n'est pas monté au jeu.
1. 1 2 3 4 5 6 7 8 9 10 11 12 13 14  Dernière sélection officielle pour le joueur.
2. 1 2  Premier but officiel pour le joueur.
3. 1 2 3 4 5 6 7 8  Première sélection officielle pour le joueur.

## Aspects socio-économiques

### Couverture médiatique
| Jour de diffusion | Match                 | Compétition          | Diffuseur francophone | Diffuseur néerlandophone |
| ----------------- | --------------------- | -------------------- | --------------------- | ------------------------ |
| 13 février 2002   | Belgique - Norvège    | Amical               | RTBF                  | VTM                      |
| 27 mars 2002      | Grèce - Belgique      | Amical               | RTBF                  | VTM                      |
| 17 avril 2002     | Belgique - Slovaquie  | Amical               | RTBF                  | VTM                      |
| 14 mai 2002       | Belgique - Algérie    | Amical               | RTBF                  | VTM                      |
| 18 mai 2002       | France - Belgique     | Amical               | non diffusé           | VTM                      |
| 26 mai 2002       | Belgique - Costa Rica | Amical               | non diffusé           | non diffusé              |
| 4 juin 2002       | Japon - Belgique      | Coupe du monde       | RTBF                  | VRT                      |
| 10 juin 2002      | Tunisie - Belgique    | Coupe du monde       | RTBF                  | VRT                      |
| 14 juin 2002      | Belgique - Russie     | Coupe du monde       | RTBF                  | VRT                      |
| 17 juin 2002      | Brésil - Belgique     | Coupe du monde       | RTBF                  | VRT                      |
| 21 août 2002      | Pologne - Belgique    | Amical               | RTL TVI               | VTM                      |
| 7 septembre 2002  | Belgique - Bulgarie   | Championnat d'Europe | RTL TVI               | VTM                      |
| 12 octobre 2002   | Andorre - Belgique    | Championnat d'Europe | non diffusé           | non diffusé              |
| 16 octobre 2002   | Estonie - Belgique    | Championnat d'Europe | non diffusé           | VTM                      |

Source : Programme TV dans Gazet van Antwerpen.

## Sources

### Archives
1. ↑  (nl) « Concentra online archief », sur krantenarchief.concentra.be, Mediahuis.

### Statistiques
1. ↑  « CLASSEMENT MASCULIN », sur fifa.com, FIFA, 18 décembre 2002 (consulté le 18 juillet 2021)